# Variorum
Variorum (сокращение от «cum notis variorum scriptorum») — издания сочинений античных классиков с примечаниями и комментариями, печатавшиеся преимущественно у Эльзевиров, в Амстердаме и Лейдене, в течение второй половины XVII и начала XVIII века.
Наиболее значимые издания, подготовленные учёными Иоанном Гроновиусом, Николаем Гейнзиусом и Корнелем Шревелиусом: Гомер (1656), Виргилий (1664), Плавт (1664), Тит Ливий (1666), Саллюстий (1665), Плиний Старший (1669), Овидий (1670), Гораций (1670), Ювенал (1671), Тацит (1673, 1685).
Название «Variorum» присваивается и некоторым позднейшим изданиям классиков, вышедшим не в Голландии, например, оксфордскому изданию Овидия (1825) и др.